# Nersia chlorophana
Nersia chlorophana är en insektsart som beskrevs av Melichar 1912. Nersia chlorophana ingår i släktet Nersia och familjen Dictyopharidae. Inga underarter finns listade i Catalogue of Life.